# Antoinette de La Marck
Antoinette de La Marck, née en 1542, morte en 1591, est la fille de Robert IV de La Marck, duc de Bouillon, seigneur de Sedan, et de Françoise de Brézé, ce qui en fait aussi la petite-fille de Diane de Poitiers. Liée par sa naissance et par son mariage aux milieux catholiques, protestants et à la famille royale, elle maintient un lien entre les grandes familles de ces différents partis pendant les Guerres de Religion en France, et a une influence discrète.

## Biographie
Antoinette de La Marck naît en 1542, fille de Robert IV de La Marck, duc de Bouillon, seigneur de Sedan, et de Françoise de Brézé, ce qui en fait la petite-fille de Diane de Poitiers.
Durant son adolescence, son père est emprisonné en 1553 par les forces de Charles Quint au château fort de l’Écluse en Flandre, où il est maltraité par les Espagnols. Il y demeure au delà de la trêve de Vaucelles (février 1556), une rançon importante étant exigée pour sa libération. Antoinette de La Marck y accompagne sa mère en juin 1556 : la fille et la mère acceptent de devenir otages sur parole pour que Robert IV de La Marck, malade, puisse les rejoindre à Gand. Elles restent otages jusqu'au paiement total de la rançon. Robert IV de La Marck meurt à Guise sur le chemin du retour vers Sedan.
Antoinette de La Marck épouse Henri de Damville, fils d'Anne de Montmorency, au château d'Écouen en 1558 ,. Elle devient par ce mariage maréchale de Damville puis, en 1579, duchesse de Montmorency, lorsque Henri de Damville succède à son frère aîné François de Montmorency.
De ce couple sont issus plusieurs enfants, dont :
- Charlotte de Montmorency (vers 1571-1636), comtesse de Fleix, qui épouse en 1591 Charles de Valois, duc d'Angoulême,
- Marguerite de Montmorency (1572-1660), qui épouse en 1593 Anne de Lévis de Ventadour (v. 1569-mort en 1622).
- Henri de Montmorency, (1581-1583),
- Hercule de Montmorency (?-1591), comte d'Ostremont, sans union.

Elle meurt à 48 ans, en 1591 au Château de Pézenas (en) (le domaine de la Grange des Prés, édifié à Pézenas par son mari, était encore en construction), peu après le mariage de sa fille Charlotte de Montmorency avec le duc d'Angoulême, une union matrimoniale proposée a priori par le roi Henri IV.

## Postérité
De même que sa mère, Françoise de Brézé, Antoinette de La Marck figure en 2022 dans une exposition intitulée Renaissance des femmes, organisée par le château de Blois, et consacrée aux « femmes puissantes de la Renaissance, effacées de l’histoire ».
Même si son action fut discrète et ne se situa pas sur les champs de bataille comme son père ou son mari, Antoinette de La Marck a maintenu un lien entre d'une part les Montmorency, devenus les alliés de la maison de Guise qui s'est placée à la tête du parti catholique (la Ligue), d'autre part la maison de La Marck, qui va devenir une des principales Maisons ralliées au parti protestant, et, enfin, la famille royale, pendant les sombres heures des Guerres de Religion en France.
Ainsi, signe de son influence, le roi Henri III la remercie  en juin 1589 d'avoir garanti le ravitaillement du château de Vincennes, propriété royale, pendant le blocage de Paris par la Ligue.
Puis, quelques mois plus tard, Henri de Navarre, devenu depuis peu le nouveau roi de France, sous le nom d'Henri IV, l'incite par courrier, écrit du camp du Mans en décembre 1589, à se rendre auprès de lui pour traiter les affaires de son mari et lui promet une bonne garde pour effectuer ce voyage.